# Березове (Курська область)
Березове (рос. Березово) — село в Горшеченському районі Курської області Російської Федерації.
Населення становить 119 осіб. Входить до складу муніципального утворення Сосновська сільрада.

## Історія
Населений пункт розташований на території українського етнічного та культурного краю Східна Слобожанщина.
Від 2004 року входить до складу муніципального утворення Сосновська сільрада.

## Населення
| 2002 | 2010 |
| ---- | ---- |
| 148  | ↘119 |